# Marilú Marini
María Lucía Marini, más conocida como Marilú Marini (Mar del Plata, 15 de junio de 1940) es una actriz argentina. Posee una importante trayectoria en su país y en Francia, donde reside desde 1970. Se ha destacado en obras de Samuel Beckett, Jean Genet, Yukio Mishima, Kado Kostzer, Maurice Maeterlinck, Chantal Thomas, y actúa tanto en cine como en televisión. Entre otras distinciones, fue condecorada por el gobierno francés como Comendadora de la Orden de Las Artes y Las Letras. Trabaja frecuentemente con la directora Claire Denis. En 2021 la Fundación Konex la reconoció con el Premio Konex de Brillante a la máxima figura del Espectáculo Argentino por su trayectoria como actriz de teatro en la década.

## Biografía
Comenzó su carrera en Buenos Aires, principalmente desde la danza contemporánea, fue discípula de Renate Schottelius, trabajando en el Instituto Di Tella, con Roberto Athayde y Alfredo Arias, entre otros. La institución, un punto de referencia de la contracultura de la época, que sufrió reiterados ataques por parte de la censura oficial, fue la plataforma de lanzamientos de muchos artistas jóvenes de su generación, que realizaron trabajos individuales y colectivos con gran repercusión mediática. Entre ellos, Marini participó en algunos de los primeros happenings que tuvieron lugar en el país.
Más tarde participó en varios proyectos independientes (como el de la película ...(Puntos suspensivos) de Edgardo Cozarinsky, 1971) y también otros de perfil más comercial (como la puesta argentina del musical Hair, producida por Alejandro Romay y el director de cine y teatro Daniel Tinayre), en la que se desempeñó como coreógrafa residente.
En 1975 se trasladó a París, comenzando una notable carrera teatral. Allí integró el grupo TSE, fundado por Alfredo Arias y participó de proyectos teatrales con el propio Arias, Jérôme Savary, Ariane Mnouchkine, Hugo Santiago y Copi, de quien hizo La Mujer Sentada por la que ganó el Premio a la mejor comediante otorgado por el sindicato de críticos franceses. En 1986 ganó el Premio Molière por Mortadella al mejor espectáculo musical y en 1999 por Peines du coeur.

### Actividad reciente
Mientras continúa representando obras en Francia y colaborando en algunas películas, ha regresado a Argentina con varios espectáculos, entre los que cabe destacar: la versión argentina de algunos espectáculos presentados antes en París junto a Alfredo Arias (como Mortadela, La mujer sentada o Incrustaciones), su homenaje a la comediante Niní Marshall, otro homenaje a la escritora Silvina Ocampo titulado Invenciones y una puesta de Los días felices, de Samuel Beckett. En 2008, actuó en Barcelona en el Festival Grec en La historia del soldado de Igor Stravinsky, junto a la cantante Mísia y el actor argentino radicado en España Ángel Pavlovsky.
En los últimos años ha aumentado su actividad en el cine, principalmente en Argentina. Allí rodó su primer largometraje como protagonista, la película Mentiras piadosas de Diego Sabanés, basada en el cuento de Julio Cortázar, La salud de los enfermos, luego de haber participado en personajes breves en El Impostor de Alejandro Maci y Mientras tanto de Diego Lerman. Luego ha protagonizado La sublevación de Rafael Aquinaga y Las mujeres llegan tarde de Marcela Balza, junto a Erica Rivas y Rafael Spregelburd, entre otros.
En 2012 estrenó en Buenos Aires Las criadas de Genet, en versión del argentino Ciro Zorzoli. En ese mismo año ha sido una de las protagonistas de la serie televisiva Tiempos compulsivos, donde interpretaba a la madre del personaje de Rodrigo de la Serna. En el 2014 se encontró trabajando en la obra 33 Variaciones, junto a Lito Cruz, Malena Solda y Alejo Ortiz. Ese mismo año, también realizó una participación en la telenovela Guapas, como la madre del personaje de Carla Peterson. En 2016 formó parte del unitario Silencios de familia, donde interpretó a la madre de Adrián Suar.

## Cine
| Cine | Cine                                | Cine                  | Cine           | Cine |
| Año  | Título                              | Rol                   | Notas          |      |
| ---- | ----------------------------------- | --------------------- | -------------- | ---- |
| 1970 | ...(Puntos suspensivos)             | Lucía                 |                |      |
| 1977 | Los aparecentes sociales            | Instructora en imagen | Cameo          |      |
| 1977 | Violanta                            | Teresa                |                |      |
| 1978 | Moliere                             | La reina              |                |      |
| 1978 | La caza de Ronald                   | Fernanda              |                |      |
| 1978 | Ecos por venir                      | Roxana                |                |      |
| 1978 | Flama                               | Barbara               |                |      |
| 1981 | Fifty-Fifty                         | Marie                 |                |      |
| 1981 | El jesus de la corte                | Dolinge               |                |      |
| 1985 | Las nanas                           | Mariana               |                |      |
| 1985 | Signo Renart                        | María Jose            |                |      |
| 1987 | Fuegos                              | La polaca             |                |      |
| 1990 | La ultima luna                      | Margarita             |                |      |
| 1991 | Canti                               | María                 |                |      |
| 1992 | Sam suffit                          | Tatiana Gracchi       |                |      |
| 1992 | Bella vista                         | Magui                 |                |      |
| 1993 | Blanca Colombo                      | Clara                 | Cortometraje   |      |
| 1993 | El fotografo de Lucile              | Lucile                | Cortometraje   |      |
| 1997 | El impostor                         | Heredia               |                |      |
| 1999 | Rier sur Robert                     | Ana                   |                |      |
| 2000 | Tuyo firme                          | Madre de Vincent      | Película de TV |      |
| 2001 | La repetition                       | Mathilda              |                |      |
| 2001 | Sangre canibal                      | Frida                 |                |      |
| 2002 | A+ Pollux                           | Martha                |                |      |
| 2003 | La pequeña pera de abedul           | Suzanne               |                |      |
| 2006 | Mientras tanto                      | Estela                |                |      |
| 2008 | Bouquet final                       | Carmen                |                |      |
| 2008 | Musée haut, musée bas               | Giovanna Perdelli     |                |      |
| 2009 | Mentiras piadosas                   | Madre                 |                |      |
| 2012 | Las mujeres llegan tarde            | Regina                |                |      |
| 2012 | La guayaba                          | Mónica                |                |      |
| 2013 | La sublevación                      | Alicia                |                |      |
| 2013 | Solo                                | Ester                 |                |      |
| 2014 | Sucesos intervenidos                | Voz en off            |                |      |
| 2014 | Aire libre                          | Sofía                 |                |      |
| 2015 | Cómo funcionan casi todas las cosas | Nelly                 |                |      |
| 2015 | El eslabón podrido                  | Ercilia               |                |      |
| 2015 | Mayo en la avenida                  | Inés                  | Cortometraje   |      |
| 2015 | La intrusa                          | Gabriela              | Cortometraje   |      |
| 2017 | Los que aman, odian                 | Andrea                |                |      |
| 2017 | Tigre                               | Amanda                |                |      |
| 2019 | Los sonámbulos                      | Memé                  |                |      |
| 2019 | Celine                              | Mujer                 | Cortometraje   |      |
| 2021 | Nocturna                            | Dalia                 |                |      |
| 2021 | Nocturno lado B                     | Dalia                 |                |      |
| 2021 | Pan de limón con semillas           | Úrsula                |                |      |
| 2022 | Cuando la miro                      | Elena                 |                |      |
| 2023 | El fred que crema                   | Matilde               |                |      |
| 2023 | Bolivia                             | Consuelo              |                |      |
| 2023 | La playa de los cangrejos           | Carmen                |                |      |

## Televisión
| Ficciones | Ficciones                               | Ficciones                           | Ficciones                                       | Ficciones |
| Año       | Título                                  | Rol                                 | Notas                                           |           |
| --------- | --------------------------------------- | ----------------------------------- | ----------------------------------------------- | --------- |
| 1958      | Una cancion en el bar                   | Andrea                              | Participación                                   |           |
| 1959      | Adiccion de la muerte                   | Licha / Tísica                      | Recurrente                                      |           |
| 1960      | Monte hermoso                           | Rosario                             | Elenco secundario                               |           |
| 1962      | Un galan para mi madre                  | Gabriela Hernandez                  | Coprotagonista                                  |           |
| 1963      | Cariño de familia                       | Cecilia Ortiz Montiel               | Elenco secundario                               |           |
| 1964      | El gran maestro                         | Paola                               | Coprotagonista Juvenil                          |           |
| 1965      | Rebelion escolar                        | Patricia Bussato                    | Protagonista Juvenil                            |           |
| 1968      | Cadena de dolor                         | Lorena                              | Participación                                   |           |
| 1969      | El encontrado                           | Victoria / Gala                     | Participación                                   |           |
| 1970      | Por Quererte                            | Sofía Sanroman                      | Protagonista                                    |           |
| 1971      | Los canteros                            | Isabela Ganzego Torres              | Antagonista                                     |           |
| 1972      | Culposo dolor                           | Brigitte Peñalva                    | Antagonista                                     |           |
| 1972-1973 | Mi dulce enamorada                      | Vanessa Roldan                      | Antagonista                                     |           |
| 1973      | Dulce Ivana                             | Ivana Carbajal                      | Protagonista                                    |           |
| 1974      | Presagio de amor                        | Ana Laura Montesinos                | Protagonista                                    |           |
| 1975      | Las fieras                              | Natalia Sanchez                     | Coprotagonista                                  |           |
| 1976      | Los años pasados                        | Yolanda Guzmán                      | Antagonista                                     |           |
| 1976      | Recordar los años                       | Yolanda Guzmán                      | Antagonista                                     |           |
| 1976      | Paulina Morales                         | Sara Molinuevo                      | Antagonista                                     |           |
| 1977      | Blanca                                  | Angelica Pellegrini de Salvatierras | Antagonista                                     |           |
| 1977      | Viridiana                               | Estrellita                          | Elenco secundario                               |           |
| 1978      | El combate                              | Lilian                              | Recurrente                                      |           |
| 1980      | Un extraño retorno                      | Lucrecia Treviño / Irene Infante    | Antagonista                                     |           |
| 1981      | A otro corazon                          | Romina de Escandon                  | Antagonista                                     |           |
| 1982      | La chef de familia                      | Agostina Ditoro                     | Recurrente                                      |           |
| 1983      | Profesión: señora                       | Mariana                             | Recurrente                                      |           |
| 1984      | Las escolares                           | Zulema de Olivan                    | Recurrente                                      |           |
| 1986      | Inocente María                          | Guadalupe "Lupe"                    | Elenco secundario                               |           |
| 1989      | El regreso de Refael Heredia, Gitano    | Paulina Reyes                       | Elenco secundario                               |           |
| 1991-1992 | La moglie nella cornice                 | Silvia Trozzi                       | Recurrente                                      |           |
| 1992      | Maigret                                 | Gigi                                | Participación                                   |           |
| 1993      | La operación                            | Inés de Méndez                      | Elenco secundario                               |           |
| 2007      | Los cuentos de Fontanarrosa             | Angela                              | Participación                                   |           |
| 2012-2013 | Tiempos compulsivos                     | May Lapage                          | Elenco secundario                               |           |
| 2013      | Televisión por la justicia              | Marta                               | Episodio 4: "Corralito"                         |           |
| 2014      | Doce casas, historia de mujeres devotas | Lidia                               | 1.º semana – enero: "Historia de Lidia y Ester" |           |
| 2014-2015 | Guapas                                  | Amalia                              | Participación                                   |           |
| 2015      | El hipnotizador                         | Domingas                            | Coprotagonista                                  |           |
| 2016      | Silencios de familia                    | Noe de Diamante                     | Coprotagonista                                  |           |
| 2018      | Sitiados 2                              | María Ana de Baviera                | Recurrente                                      |           |
| 2019      | Atrapa a un ladron                      | Teresa                              | Participación                                   |           |
| 2020      | Vampiros                                | Belen                               | Participación                                   |           |
| 2022      | Diario de un gigoló                     | Barbara                             | Participación                                   |           |